# Stina Seelig
Stina Sofia Elisabet Seelig, född 22 augusti 1906 i Klara församling i Stockholm, död 9 augusti 1973 i Matteus församling i Stockholm, var en svensk skådespelare. Hon var dotter till skådespelarna Harald Sandberg och Lotten Lundberg-Seelig samt halvsyster till skådespelarna Paul Seelig och Kotti Chave.
Stina Seelig debuterade 1924 på Svenska teatern i Stockholm i rollen som Karin Månsdotter i Strindbergs pjäs Gustav Vasa. Seelig var åren 1929–1932 gift med skådespelaren Gösta Terserus. 1935–1950 var hon gift med ingenjören Ragnar Carlstedt.
Stina Seelig är gravsatt i minneslunden på Skogskyrkogården i Stockholm.

## Filmografi
- 1932 – Jag gifta mig – aldrig
- 1934 – Anderssonskans Kalle
- 1937 – Adolf Armstarke

## Teaterroller
| År   | Roll                              | Produktion                                                                           | Regi             | Teater                     |
| ---- | --------------------------------- | ------------------------------------------------------------------------------------ | ---------------- | -------------------------- |
| 1923 | Kvastflickan                      | Gösta Berlings saga Selma Lagerlöf                                                   | Gunnar Klintberg | Svenska teatern, Stockholm |
| 1924 | Karin Månsdotter                  | Gustav Vasa August Strindberg                                                        | Gunnar Klintberg | Svenska teatern, Stockholm |
| 1924 |                                   | Lilla Busses bröllop Richard Kessler                                                 | Knut Nyblom      | Vasateatern                |
| 1927 | Topsy St. John                    | Guldgrävare Avery Hopwood                                                            | Ernst Eklund     | Djurgårdsteatern           |
| 1927 | Sonja                             | Hans majestät får vänta Oscar Rydqvist                                               | Einar Fröberg    | Komediteatern              |
| 1928 |                                   | Indianer och vita Axel Berggren                                                      | Albert Ståhl     | Komediteatern              |
| 1928 | Dina                              | Alla ha rätt Luigi Pirandello                                                        | Ernst Eklund     | Komediteatern              |
| 1928 | Françoise                         | Den fångna Édouard Bourdet                                                           | Ernst Eklund     | Komediteatern              |
| 1928 | Simone de Chantalard              | Du skall ta mig Louis Verneuil                                                       | Ernst Eklund     | Komediteatern              |
| 1929 | Dolly                             | Tolvskillingsoperan Bertolt Brecht och Kurt Weill                                    | Ernst Eklund     | Komediteatern              |
| 1931 | Ann-Marie Ehinger                 | Dunungen Selma Lagerlöf                                                              | Gustaf Linden    | Skansenteatern             |
| 1931 | En kammarjungfru                  | Lilla Katarina (La Petite Catherine) Alfred Savoir                                   | Ernst Eklund     | Komediteatern              |
| 1934 | Hovskådespelerskan Giuditta Grisi | Jungfruburen Alfred Maria Willner, Heinz Reichert, Franz Schubert och Heinrich Berté | Nils Johannisson | Oscarsteatern              |
| 1934 |                                   | En kvinna som vet vad hon vill Louis Verneuil, Alfred Grünwald och Oscar Straus      | Nils Johannisson | Oscarsteatern              |
| 1934 |                                   | Tovaritch Jacques Deval                                                              | Ernst Eklund     | Komediteatern              |